# Ланцов, Михаил Алексеевич
Михаил Алексевич Ланцов  (род. 1984) — русский писатель-фантаст. Пишет про попаданцев в прошлое и фэнтези миры.

## Биография
Родился 28 февраля 1984 в Москве.
В 2007 году закончил Московский городской педагогический институт, специальность — учитель русского языка и литературы (диплом по палеографии). В 2015 году закончил Евразийский открытый институт, специальность — прикладная информатика (диплом по автоматизации внутреннего аудита). Работал в школе, МГПУ, МИ-банке, Евразийском инвестиционном банке и Альфа-Капитале, а также в других компаниях.
В прошлом активный участник Литературного форума «В вихре времен», сейчас — портала «author.today» .
Женат, есть дочь.

## Творчество
Фантастику пишет с 2010 года. Первая книга — роман «Эрик» была издана в 2012 году. На текущий момент издано в Эксмо 44 тома, в Центрполиграф 4 тома (на сайте ЦП сбой и раздел Ланцова М.А. добавили еще 2 лишние книги), в Фениксе 1 том. Также на портале «author.today» размещено 34 тома только в электронном формате. 
В интервью Национальной службе новостей Вассерман, Анатолий Александрович заявил, что "в 2022 году прочел не так много книг, как хотелось бы, но назвал своих любимых авторов в жанре фантастики. По мнению Вассермана, это Комбат Найтов, Валерий Большаков, Михаил Ланцов и Михаил Матвеев".

Работал мастером в «Литературной мастерской Сергея Лукьяненко» в 2023 году.

## Премии
Лауреат премии «Интерпресскон» 2022 года в номинации Одиссей (Премия им. Звягинцева за альтернативную историю).
Лауреат премии «Пересвет»  — 3 место в 2023 года в номинации "Опубликованные произведения".